# Рижов Олександр Федорович
Олександр Федорович Рижов (травень 1905, село Товстовка Саратовської губернії, тепер Базарно-Карабулацького району Саратовської області, Російська Федерація — ?) — радянський діяч, голова Тульського і Рязанського облвиконкомів. Депутат Верховної ради СРСР 2-го скликання.

## Життєпис
У 1926—1929 роках — слухач робітничого факультету в місті Самарі.
Член ВКП(б) з 1928 року.
У 1929—1932 роках — студент Московської сільськогосподарської академії імені Тімірязєва. У 1932—1933 роках — аспірант кафедри землеробства Московської сільськогосподарської академії імені Тімірязєва.
У лютому 1933 — грудні 1934 року — викладач Марійської вищої комуністичної сільськогосподарської школи.
У грудні 1934 — лютому 1937 року — викладач, завідувач кафедри агрономії Тульської вищої комуністичної сільськогосподарської школи.
У 1937 — травні 1939 року — головний агроном, начальник Тульського обласного земельного відділу.
У травні 1939 — січні 1940 року — голова Організаційного комітету Президії Верховної ради РРФСР по Тульській області. У січні 1940 — лютому 1941 року — голова виконавчого комітету Тульської обласної ради депутатів трудящих.
У квітні 1941 — лютому 1944 року — директор Горьковської селекційної станції.
У лютому 1944 — 1945 року — начальник Рязанського обласного земельного відділу.
У січні 1946 — квітні 1949 року — голова виконавчого комітету Рязанської обласної ради депутатів трудящих.
Подальша доля невідома.

## Нагороди та відзнаки
- орден «Знак Пошани»
- медалі